# Ос, Роальд
Роальд Эдгар Ос (норв. Roald Edgar Aas, 25 марта 1928, Осло — 18 февраля 2012) — норвежский конькобежец, олимпийский чемпион 1960 года.
На зимних Олимпийских играх 1952 года в Осло Роальд Ос завоевал бронзовую медаль на дистанции 1500 метров.
В 1956 году Ос единственный раз завоевал звание чемпиона Норвегии в скоростном беге на коньках. Ос семь раз завоевывал серебряные медали на чемпионатах Норвегии. В 1956 году Ос стал также чемпионом Норвегии в велогонках на треке и на шоссе.
В 1956 году Ос участвовал в зимних Олимпийских играх в Кортина д'Ампеццо, но не завоевал ни одной медали.
Ос дважды, в 1957 и 1960 годах, был бронзовым призёром в конькобежном многоборье на чемпионатах Европы. В 1958 году Ос занял третье место в многоборье на чемпионате мира.
На зимних Олимпийских играх 1960 года в Скво-Вэлли Роалд Ос и советский конькобежец Евгений Гришин показали одинаковое время на дистанции 1500 метров, им обоим были вручены золотые медали олимпийских чемпионов.

## Лучшие результаты
Лучшие результаты Роальда Оса на отдельных дистанциях:
- 500 метров — 42,30 (20 февраля 1960 года, Скво-Вэлли)
- 1000 метров — 1:29,00 (2 февраля 1954 года, Давос)
- 1500 метров — 2:10,40 (18 февраля 1960 года, Скво-Вэлли)
- 3000 метров — 4:46,20 (10 марта 1963 года, Гёйвик)
- 5000 метров — 8:01,60 (26 января 1960 года, Кортина д’Ампеццо)
- 10000 метров — 17:15,20 (16 февраля 1957 года, Эстерсунд)